# 木原誠二
木原 誠二（きはら せいじ、1970年〈昭和45年〉6月8日 - ）は、日本の政治家、元財務官僚。自由民主党所属の衆議院議員（6期）、自由民主党選挙対策委員長（第13代）。
内閣官房副長官（第1次岸田内閣・第2次岸田内閣・第2次岸田第1次改造内閣）、内閣総理大臣補佐官（国家安全保障に関する重要政策及び核軍縮・不拡散問題担当）（第2次岸田第1次改造内閣）、同（国家安全保障に関する重要政策担当）（第1次岸田内閣・第2次岸田内閣）、外務副大臣（第3次安倍第1次改造内閣）、外務大臣政務官（第2次安倍内閣）、衆議院内閣委員長、自由民主党幹事長代理兼政務調査会長特別補佐、同情報調査局長、同政務調査会副会長兼事務局長、同行政改革推進本部事務局長などを歴任。

## 来歴
東京都渋谷区に生まれ、生後9か月から5歳までシカゴに居住。1979年5月にアムステルダムに移り、同年12月に新宿区立戸塚第二小学校へ転入。武蔵中学校・高等学校を経て、1993年3月に東京大学法学部を卒業、4月に大蔵省に入省。証券局証券業務課。
1995年7月から1997年6月、ロンドン・スクール・オブ・エコノミクス（LSE）留学。帰国後、主計局法規課勤務ののち、1999年7月から2001年6月、英国大蔵省に出向。
2001年7月、財務省大臣官房文書課長補佐（審査管理）兼大臣官房秘書課長補佐（調査）となり、2003年7月からは国際局の課長補佐を2年務めた。
2005年7月10日、岩見沢税務署長に転任するも、急遽行われた郵政解散を受け出馬するため8月17日に財務省に復籍のうえ退職。
2005年の第44回衆議院議員総選挙に自由民主党公認で東京20区から出馬し、現職の加藤公一（民主党、比例復活）を破り初当選した。
2009年の第45回衆議院議員総選挙には自民党公認で出馬するも加藤に敗れ、比例復活もならず落選。落選中は、縄文アソシエイツでコンサルタントとして勤務。政策研究大学院大学の研究員に就任。
2012年の第46回衆議院議員総選挙に自民党公認で再び出馬し、加藤らを破って当選、国政に復帰した。
2013年9月の第2次安倍内閣で外務大臣政務官に就任。2014年9月に退任する。
2014年12月の第47回衆議院議員総選挙で、民主党の竹田光明らを破り、3選。2015年10月、外務副大臣に就任。
2017年10月の第48回衆議院議員総選挙で、日本共産党の宮本徹（比例復活）らを破り、4選。
2021年10月、内閣官房副長官、内閣総理大臣補佐官（国家安全保障に関する重要政策担当）に就任（兼務）。
2021年10月の第49回衆議院議員総選挙で、宮本（比例復活）らを破り、5選。
2021年12月、内閣総理大臣補佐官（国家安全保障に関する重要政策担当）を辞任。
2023年2月から内閣総理大臣補佐官（国家安全保障に関する重要政策及び核軍縮・不拡散問題担当）を兼務。
2023年9月、第2次岸田第2次改造内閣発足に伴い、内閣官房副長官及び内閣総理大臣補佐官を辞任。岸田文雄の最側近とされる木原に対し、岸田は慰留していたが、木原は後述する週刊誌報道の影響で辞退したと報じられた。同月22日、自由民主党幹事長代理兼政務調査会長特別補佐に就任。党三役の幹事長と政務調査会長に近い重要な役職を1人で担うのは極めて異例。
2024年自由民主党総裁選挙では所属していた旧岸田派が決選投票での石破茂支持で固まったと報じられたものの、元内閣官房参与で候補者の一人加藤勝信の義姉にあたる加藤康子によって木原個人は高市早苗に決選投票で票を入れたことが明らかにされた。9月30日、自由民主党選挙対策委員長代行に就任。
2024年10月の第50回衆議院議員総選挙で6選。11月12日、衆院選大敗を受け引責辞任した小泉進次郎の後任として自由民主党選挙対策委員長に就任。
2025年7月22日のBSフジの番組で、参院選大敗の検証を党が終えた段階で選挙対策委員長を辞任する意向を表明した。

## 政策・主張

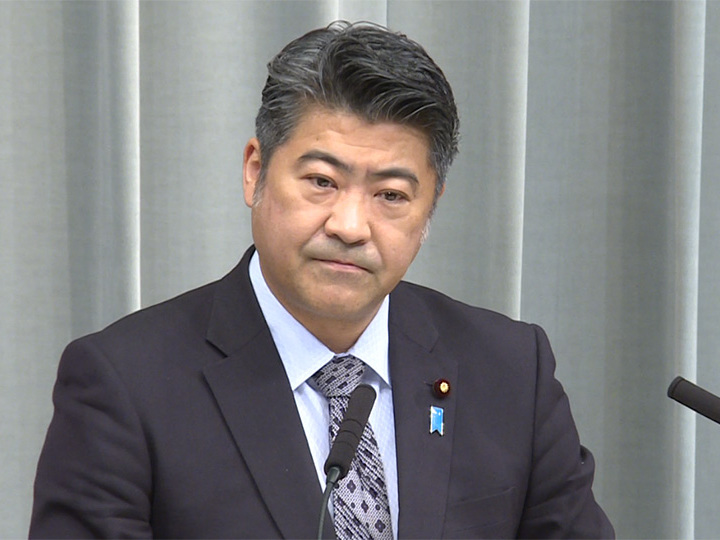
2023年1月、内閣官房副長官として首相官邸での会見にて

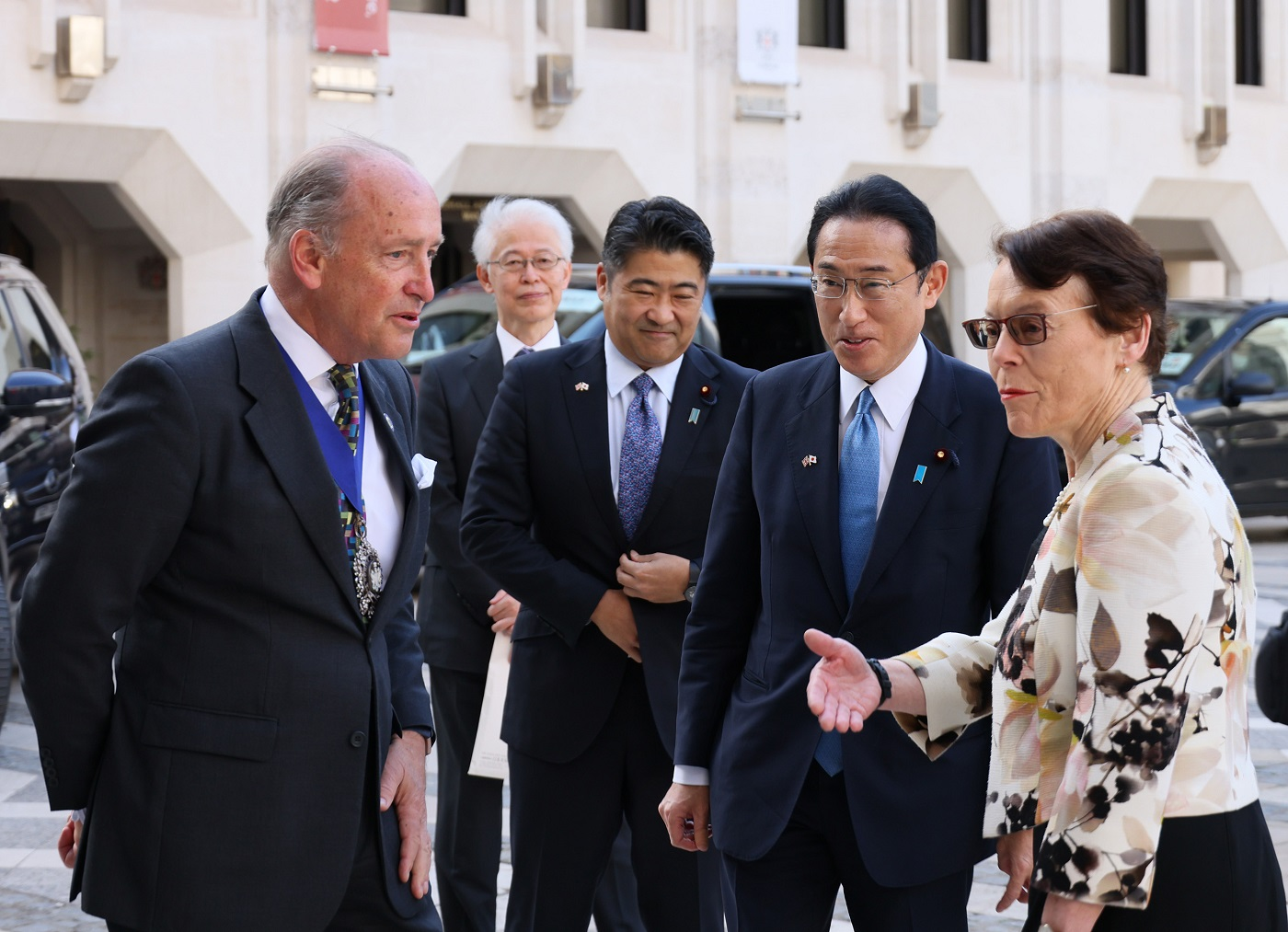
2022年5月の訪英時に岸田らと

### 憲法
- 憲法改正について、2017年の朝日新聞社のアンケートで「どちらかといえば賛成」と回答[28]。2021年のNHKのアンケートで「賛成」と回答[29]。

- 憲法9条への自衛隊の明記について、2021年のNHKのアンケートで「どちらかといえば賛成」と回答[29]。

- 憲法を改正し緊急事態条項を設けることについて、2021年の毎日新聞社のアンケートで「賛成」と回答[30]。

### 外交・安全保障
- 敵基地攻撃能力の保有について、2021年の毎日新聞社のアンケートで「賛成」と回答[30]。

- 普天間基地の辺野古移設をめぐる政府と沖縄県の対立をどう考えるかとの問いに対し、2021年の毎日新聞社のアンケートで「政府が埋め立てを進めるのはやむを得ない」と回答[30]。

- 徴用工訴訟などの歴史問題をめぐる日韓の関係悪化についてどう考えるかとの問いに対し、2021年の毎日新聞社のアンケートで「より強い態度で臨む」と回答[30]。

- 日本による過去の植民地支配と侵略を認めて謝罪した「村山談話」の見直し論議について、2014年の毎日新聞社のアンケートで「見直すべきでない」と回答[31]。

- 従軍慰安婦に対する旧日本軍の関与を認めた「河野談話」の見直し論議について、2014年の毎日新聞社のアンケートで「見直すべきでない」と回答[31]。

### ジェンダー
- 選択的夫婦別姓制度の導入について、2021年のNHKのアンケートで「どちらかといえば賛成」と回答[29]。同年の毎日新聞社のアンケートで「賛成」と回答[30]。

- 同性婚を可能とする法改正について、2021年のNHKのアンケートで「どちらかといえば反対」と回答[29]。「同性婚を制度として認めるべきだと考るか」との同年の毎日新聞社のアンケートに対し「認めるべきでない」と回答[30]。

- クオータ制の導入について、2021年のNHKのアンケートで「どちらかといえば賛成」と回答[29]。同年の毎日新聞社のアンケートで「賛成」と回答[30]。

### その他
- 「原子力発電への依存度について今後どうするべきか」との問題提起に対し、2021年のNHKのアンケートで「下げるべき」と回答[29]。

- 10％の消費税率について、2021年の毎日新聞社のアンケートで「当面は10％を維持すべきだ」と回答[30]。

- 森友学園への国有地売却をめぐる公文書改竄問題で、2021年5月6日、国は「赤木ファイル」の存在を初めて認めた[32]。しかし5月13日、菅義偉首相はファイルの存在を踏まえた再調査を行わない考えを報道各社に書面で示した[33]。9月の自民党総裁選挙で総裁に選出された岸田文雄も10月11日、衆議院本会議の代表質問で再調査の実施を否定した[34]。国の対応をどう考えるかとの同年の毎日新聞社のアンケートに対し「さらに調査や説明をすべき」と回答[30]。

- 高等教育無償化に賛成[35]。

- たばこ税の増税に反対[36]。

## 人物

### 統一教会との関係
- 2016年夏、世界平和統一家庭連合（旧統一教会）の関連団体「平和大使協議会」のメンバーが木原誠二の支援団体「誠世会」を発足させた。木原誠二は同団体が開く勉強会に講師として参加し、世界情勢について話をした[37]。これについて木原は、2022年10月28日開催の衆議院内閣委員会で「地元の有権者の方がつくった団体で、年に一回程度開催されていた」と説明した[38]。
- 2016年12月、アジアと日本の平和と安全を守る東京都フォーラム（後に木原はメディアからの指摘で統一教会の関連団体と知る[38]）が主催したパネルディスカッション「日本とアジアの平和と安全を守る東京都フォーラム」に出席した[39][40]。
- 2019年9月29日、東久留米市の成美教育文化会館で開かれたシンポジウム「緊迫する東アジア情勢と日本の進路」に参加した。同シンポジウムは「誠世会」が主催し、「西東京平和大使協議会」と「アジアと日本の平和と安全を守る東京都フォーラム」が後援した[37]。
- 2021年、第49回衆議院議員総選挙で木原選挙事務所に世界平和連合から推薦状が届きこれを受領した。このことについて木原は「過去四回の選挙で受領した約一千に及ぶ推薦状のリストを確認したところ、一件、昨年の総選挙の際、世界平和連合から推薦状を受領していた」と述べた[38]。
- 2022年7月28日、公明党の北側一雄中央幹事会長は記者会見で統一教会を「反社会的な団体」と指摘。このことに関連し、木原は翌7月29日、官房副長官として首相官邸で開いた会見で「反社会的勢力という言葉をあらかじめ限定的、統一的に定義することは困難であり、答えを差し控えたい」と述べた[41]。
- 2022年9月8日、自民党は、衆参両院の議長を除く党所属の国会議員379人に統一教会側との関係について書面で報告させた結果を公表した。179人が何らかの接点があったことを明らかにし、一定以上の関係を認めた121人の氏名を公表した[42]。木原は前述の2016年のパネルディスカッションの件を記載せずに提出したため、木原の名は121人の中に含まれていなかった。4日後の9月12日、パネルディスカッションに出席したことを外部から指摘を受け、同日、党に報告。翌13日、会見を開き「記憶を呼び覚ますと、確かに出席をしていた」「党の方へあらためて昨日、追加の報告をした」と述べた[43][44]。
- 2022年10月28日、2021年の衆院選の際に統一教会の関連団体「世界平和連合」の推薦状を受領したことが判明した[45]。

### 妻の元夫不審死事件
- 2023年7月上旬、『週刊文春』は2023年7月13日号で「岸田最側近木原副長官衝撃音声『俺がいないと妻がすぐ連行される』」という見出しで、木原誠二の近くで発生した謎の不審死事件のことを報じた[46]。それは、2006年4月に東京都文京区大塚の住宅で男性（当時28歳）が血だらけで死亡しているのが発見された事件のことだった。この男性の死亡には不審な点があり、発見当時、死亡した男性と結婚していた元・妻（現在は木原誠二の妻）が2018年に警視庁から任意の事情聴取を受けたなどと報じた[47]。
- 2023年7月5日、木原誠二が『週刊文春』を発行する文藝春秋を刑事告訴することがわかった[48]。「司法記者クラブ 新聞社 各位 テレビ局 各位」にあてた通知書によれば、対象となるのは、7月5日12時「週刊文春 電子版」配信及び、7月6日発売の「週刊文春」に8頁にわたって掲載された記事「岸田最側近 木原副長官 俺がいないと妻がすぐ連行される 衝撃音声」である[48]。同通知書は、「週刊文春の記事は、事実無根のもの」、「捏造されたであろう風説」とし、「マスコミ史上稀にみる深刻な人権侵害」と批判し、即刻記事を削除するよう求めた[48]。
- 警察庁の露木康浩長官は2023年7月13日の記者会見で「警視庁において捜査等の結果、証拠上、事件性が認められない旨を明らかにしている。」と述べた[47]。
- 妻の元夫（当時28歳）の父親らは2023年7月20日、都内の霞が関の司法記者クラブで記者会見し、「死亡の経緯が、あまりにも不可解だった。憶測ではなく、死亡の真相を一日も早く知りたい」と訴えて、警視庁（事件の管轄は大塚警察署）に再捜査を求めた[47][49]。姉の一人も「弟に自殺する動機が思い当たらない」と話した[50]。
- 会見で父親は生前の息子について「息子は中学に入学後、不良仲間とつるむようになり、暴走族に入ったこともありました。 高校時代からは雑誌モデルとして活躍していたこともあります。やんちゃな子でしたが家族想いで、約束は必ず守り、人情に厚く弱いものいじめだけはしなかった。息子は誰からも好かれ、地元の先輩や後輩にも頼られた。そんな息子が結婚したのは、2002年5月のこと。息子と同じように雑誌モデルをしていた女性と結婚し子宝にも恵まれ、夫婦関係は良好でした。しかし徐々に夫婦関係が悪化し、2006年には離婚の話がでていました。…（中略）…テレビ局や新聞社の皆さまには、この事件に関心を持っていただき、広く報じていただきますよう、心よりお願い申し上げます」と語った[51]。
- 木原誠二の妻の代理人弁護士は「週刊文春の報道で人権侵害が起こる可能性がある。」として、発行元の文藝春秋を相手に、2023年7月21日付で日本弁護士連合会に「人権救済を申し立てた。」ことを明らかにした[47]。
- 当時、木原誠二の妻を取り調べた警視庁の元警部補の男性が2023年7月28日に東京・紀尾井町の文藝春秋社で記者会見した[52]。元警部補の男性は「断言しますけど、事件性はありですからね。あれを見て事件性がないという警察官は多分いないと思う。」などと述べた[53]。この事件を担当した元警部補は、7月13日会見の警察庁長官が「事件性がない」と言ったことに対し「頭に来きた。当時からわれわれはホシを上げる為に全力で捜査してきた。なのに、志半ばで捜査を中断させられたんだ」と語った[54]。また、当時の木原誠二は警察の捜査にも介入し、「国会の召集日（10月24日）までに取り調べは終わらせろ！」と注文したという。そして、10月下旬になると、上司の管理官から「明日ですべて終わりだ」と告げられ、警察の捜査がストップしたという[55]。「妻が元夫の死亡を巡り警視庁から事情を聴かれていた。」との週刊文春報道に関し、同日に木原誠二は「私が捜査に圧力を加えたとの指摘は事実無根だ。」と松野博一官房長官に報告した[56]。
- 2023年8月1日、立憲民主党は、警察庁と内閣官房からヒアリングを実施した[57]。立憲民主党が提出していた公開質問状に対し、木原誠二から書面で「報道については刑事告訴しており、これ以上の人権侵害が行われないよう理解をお願いする。」との回答があったことを明らかにした[57]。ヒアリングで、警察庁の担当者は「事件性は認められない。」、「木原氏を含め、首相官邸などから捜査に関する接触はなかった。」と述べた[57][58]。立憲民主党は木原にも出席を求めていたが、木原は応じなかった[57]。
- 遺体発見当時、死亡した元夫の男性（当時28歳）は自殺とされたが、現場に残された凶器のナイフと、廊下、室内のマット、階段などについた血痕などから、その男性の遺体は何者かに動かされた形跡がある、と、この遺体現場の調査を担当した捜査員のメモに記録されている[59]。
- 妻の元夫の遺族が容疑者不詳で警視庁大塚警察署に殺人の疑いで告訴状を提出し、2023年10月25日に受理された[60]
- 「2023年12月15日、警視庁は事件性は認められないとする捜査結果を東京地検に送付し、捜査結果は同日、遺族に伝えられた」と読売新聞は報じた[61]。
- 読売新聞は「06年死亡の男性『事件性認めず』」の記事で、捜査結果が遺族に伝えられたとあるのは誤りでした。警視庁から東京地検への書類送付の事実は伝えられていましたが、事件性が認められないとする捜査結果は伝わっていませんでした。確認が不十分でした」と12月20日の社会面の片隅に訂正を掲載した[62]。
- 2023年10月18日に遺族は当初の捜査を担当した警視庁大塚署に告訴状を提出。同年10月25日に告訴状を正式に受理し、告訴状の受理から僅か50日余り2024年12月15日、警視庁は「事件性なし」として東京地検に書類を送付した。
- 2024年3月5日、 担当した元警部補は東京地方検察庁に陳述書を提出した。

### 趣味・嗜好
- 趣味はテニス[1]。
- 2016年時点では喫煙をしており、超党派の愛煙家国会議員からなる議員連盟「もくもく会」にも所属[63]。2020年時点では電子たばこに切り替えている[64]。

### その他

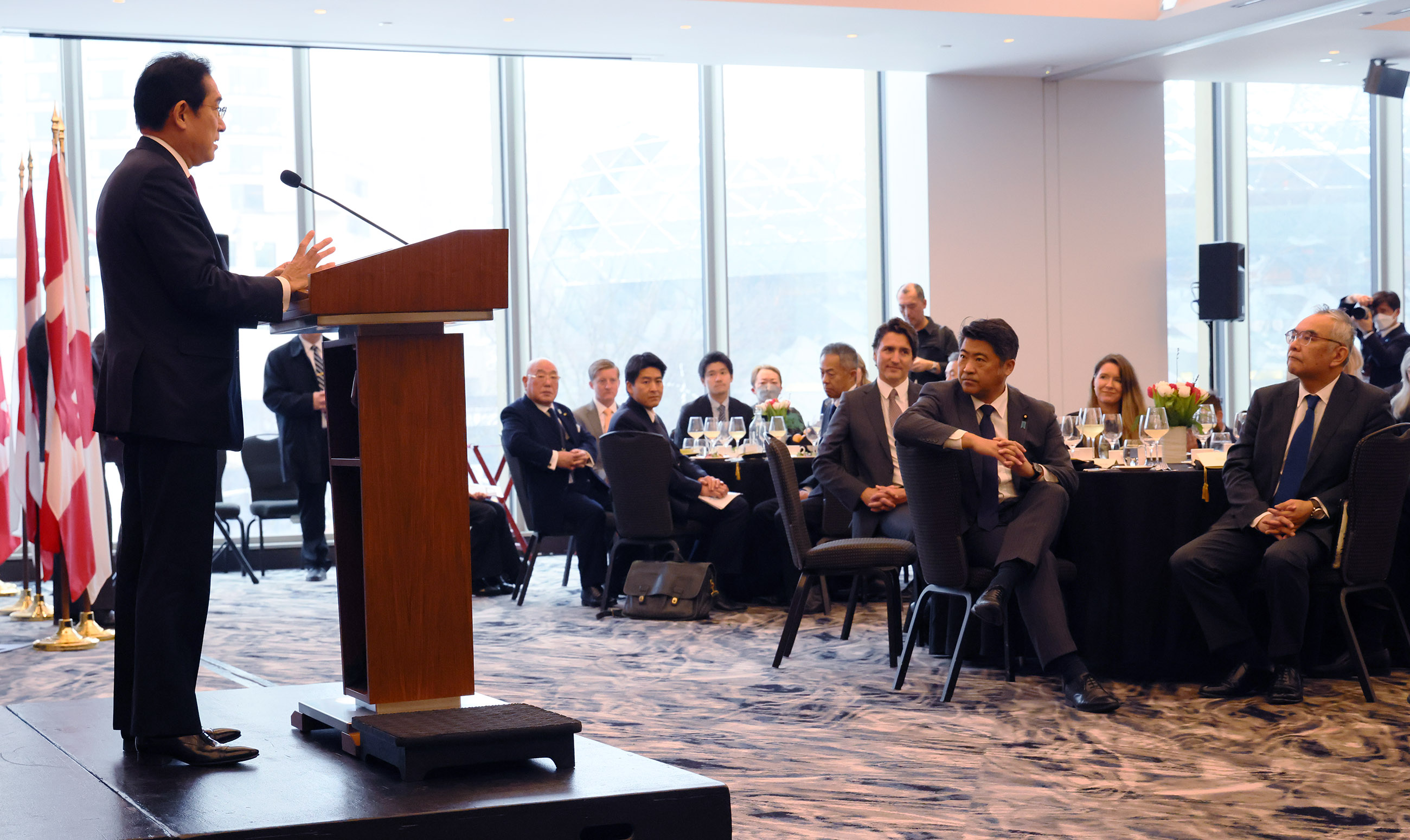
2023年1月の訪加時の昼食会にて岸田のスピーチを聞く様子（手前右から2人目）。左隣に座っているのはジャスティン・トルドー

- 2016年9月、ダッカ・レストラン襲撃人質テロ事件が発生した際には、現地対策本部長を務めた。現地では、犯行現場の視察、ハシナ首相との会談、遺族のサポートなどを行い、出発前の記者会見で「まず現地で情報収集、事実関係の確認に全力を上げたい。救出された方に万全の対応を取りたい。人命第一で、人命優先で、各国と緊密に連携を取る」などと述べ、現地でのハシナ首相との会談[65]では、犠牲者について、「バングラデシュの発展のため、両国の友好のために仕事をしていた」と説明した[66]。
- 2017年9月21日、週刊現代がまとめた特集「現職議員が選んだ「最強の内閣」を発表します ～忖度は一切ありません！～[67]。」では、経済産業大臣候補として挙げられた。記事の中で「外務・財務双方に精通し、諸外国との交渉に長けている」（細田派・衆）、「財務省出身で、英国大蔵省にも出向していた。パリ協定も実務交渉を担当し、能力は確かだ。奇を衒わない実力派」（麻生派・衆）と記された。
- 2022年2月24日にロシアがウクライナへの全面侵攻を開始すると[68]、安倍晋三元首相は2月27日のフジテレビの番組『日曜報道 THE PRIME』で、NATO加盟国の一部が採用している「核共有（核シェアリング）」について、「日本は核拡散防止条約加盟国で、非核三原則があるが、世界はどのように安全が守られているかという現実について、議論していくことをタブー視してはならない」と述べ、レギュラーコメンテーターの橋下徹と共に核武装に前向きな考えを示した[69][70]。3月17日、自民党の安全保障調査会は勉強会を党本部で開き、核共有を当面採用しない方針をまとめるが[71][72]、3月27日、木原は『日曜報道 THE PRIME』に出演し、「日米同盟を強化する中で、さまざまなオプションを考えていく」と述べ、核共有の議論を否定しない考えを示した[73]。
- 2023年1月、岸田の欧米5カ国訪問に官房副長官として同行。アメリカではぶら下がり取材を受ける岸田の後ろで、木原がズボンのポケットに手を入れながら立つ様子が報じられ、後に歩きながら考える昔からの癖だと釈明した上で謝罪している[74]。また、カナダでは昼食会でジャスティン・トルドー首相の横で、椅子の背もたれに掛け、足を組み岸田のスピーチを聞く様子が見られ、後に「気を付ける」と述べた[75]。

## 親族
- 木原家は長崎県の諫早出身である[76]。曽祖父・木原中三の養父は諫早銀行頭取を務めた木原頼三（旧姓・副島、長崎士族）[77]。母の故郷は山梨県下部[78]。また父の母方は福島県会津の出身で[78]、大蔵省監督局銀行課長、台湾銀行副頭取、日商社長を歴任した下坂藤太郎は曽祖父である[79]。
- 実兄は、みずほフィナンシャルグループ社長の木原正裕[80]。
- 東京商科大学学長や経済安定本部総務長官、物価庁長官、通商産業大臣等を歴任した高瀬荘太郎は、義理の大伯父にあたる[81]。
- 家族は銀座の元ホステスで元モデルの妻と子供のほか、銀座の別の元ホステスの愛人との間に隠し子が一人おり[82]、愛人と不倫関係にあることが週刊新潮や週刊文春で報じられたが当初、木原側は愛人関係や血縁関係を否定していた[83][84]。だが実際には、愛人の代理人弁護士が司法記者クラブに送った文章内で、娘は認知は受けていないが、木原との間に生まれた婚外子である（その後、木原も認めた）。また、「認知しよう」という木原の申し出は愛人側が断ったと説明した[85]。

## 政治資金
- 朝日新聞によると、木原自身が代表を務める政党支部を通して325万円を自身の資金管理団体などに寄付し、税の優遇を受けていたことが指摘された[86]。これについて木原自身は講演会で「浪人時代にサラリーマンとして汗水流して自分で稼いだお金を寄付したものであり、いわゆる現役の政治家が税金から得た議員報酬を寄付して還付を受けたものとは全く性格が異なる」と説明した。

## 選挙
| 当落 | 選挙                   | 執行日         | 年齢 | 選挙区   | 政党       | 得票数     | 得票率 | 定数 | 得票順位 /候補者数 | 政党内比例順位 /政党当選者数 |
| ---- | ---------------------- | -------------- | ---- | -------- | ---------- | ---------- | ------ | ---- | ------------------ | ---------------------------- |
| 当   | 第44回衆議院議員総選挙 | 2005年09月11日 | 35   | 東京20区 | 自由民主党 | 11万2634票 | 44.55% | 1    | 1/3                | /                            |
| 落   | 第45回衆議院議員総選挙 | 2009年08月30日 | 39   | 東京20区 | 自由民主党 | 9万5718票  | 35.98% | 1    | 2/4                | /                            |
| 当   | 第46回衆議院議員総選挙 | 2012年12月16日 | 42   | 東京20区 | 自由民主党 | 9万8070票  | 40.41% | 1    | 1/4                | /                            |
| 当   | 第47回衆議院議員総選挙 | 2014年12月14日 | 45   | 東京20区 | 自由民主党 | 11万273票  | 52.13% | 1    | 1/3                | /                            |
| 当   | 第48回衆議院議員総選挙 | 2017年10月22日 | 47   | 東京20区 | 自由民主党 | 10万7686票 | 49.89% | 1    | 1/3                | /                            |
| 当   | 第49回衆議院議員総選挙 | 2021年10月31日 | 51   | 東京20区 | 自由民主党 | 12万1621票 | 52.60% | 1    | 1/3                | /                            |
| 当   | 第50回衆議院議員総選挙 | 2024年10月27日 | 54   | 東京20区 | 自由民主党 | 9万3390票  | 43.03% | 1    | 1/3                | /                            |

## 栄典
- モンゴル:モンゴル北極星勲章 - （2016年）

## 所属団体・議員連盟
- 自民党たばこ議員連盟[87]
- もくもく会[63]
- ブロックチェーン推進議員連盟（会長）
- 日本会議国会議員懇談会[88]（幹事）
- みんなで靖国神社に参拝する国会議員の会[88]
- 創生「日本」[88]
- 伝統と創造の会（副幹事長）
- 再チャレンジ支援議員連盟
- 自民党動物愛護管理推進議員連盟
- 83会
- 日中友好文化交流促進協会（理事）[89]

## 関係団体
- 自由民主党東京都第20選挙区支部（支部長）
- 木原せいじを囲む税理士の会（政治団体）
- 公明党（2005年、2009年、2012年、2014年の総選挙で推薦）
- 誠心会（資金管理団体）
- 縄文アソシエイツ（日系エグゼクティブサーチファーム。2009年の落選後、コンサルタントとして勤務）
- 政策研究大学院大学（2009年の落選後、研究員として勤務）

## 著作
- 『英国大蔵省から見た日本』（2002年、文春新書）
- 「政官関係 英国にみる『政と官』の相互不可侵」（議会政治研究62号、2002年）
- 「アジア債券市場育成イニシアティブについて」（ファイナンス469号、2004年）